# Jürgen Strauss
Jürgen Strauss (* 1943) ist ein deutscher Anglist, Linguist und Hochschullehrer.

## Leben und Wirken
Jürgen Strauss studierte Anglistik, Philosophie und Geographie an der Christian-Albrechts-Universität zu Kiel. Dort legte er 1969 sowohl seine Magisterprüfung als auch das erste Staatsexamen für den höheren Schuldienst ab. 1969 wurde er wissenschaftlicher Assistent zunächst an der Universität Stuttgart, ein Jahr später (1970) an der Universität Trier. Dort promovierte er 1972 und wurde 1973 Akademischer Rat. Nach einer Lehrstuhlvertretung an der Universität Kassel (1976) wurde Strauss im gleichen Jahr Wissenschaftlicher Rat und Professor an der Universität Trier und zwar für Englische Sprachwissenschaft. Neben Vortragstätigkeiten an europäischen Universitäten und in den USA war er Gastprofessor am University College Dublin. Seine Veröffentlichungen behandeln sprachwissenschaftliche Themen aus dem Bereich der altenglischen Literatur, Lexikographie, Lexikologie und Semantik.

## Veröffentlichungen (Auswahl)
- Eine Komponentenanalyse im verbal- und situationskontextuellen Bereich. Die Bezeichnungen für "Herr" und "Gebieter" in der altenglischen Poesie (= Anglistische Forschungen, Bd. 103). Winter, Heidelberg 1974, ISBN 3-533-02365-6 (= Dissertation Universität Trier-Kaiserslautern).
- Kontrastive Lexik. In: Otmar Werner/Gerd Fritz (Hrsg.): Deutsch als Fremdsprache und neuere Linguistik. Hueber, München 1975, S. 222–235, ISBN 3-19-006780-5.
- Compounding in Old English poetry. In: Folia Linguistica Historica, Bd. 1 (1980), S. 305–316.
- Die Kasusgrammatik im ‘Notional Syllabus’. In: Günter Radden (Hrsg.): Kasusgrammatik und Fremdsprachendidaktik (= Anglistik & Englischunterricht, Bd. 14). Wiss. Verlag Trier, Trier 1981, S. 73–86, ISBN 3-922031-60-9.
- (Bearb.): Beowulf und die kleineren Denkmäler der altenglischen Heldensage Waldere und Finnsburg. Bd. 3: Konkordanz und Glossar. Winter, Heidelberg 1982, ISBN 3-533-03082-2.
- (Mitautor): Die Leistung der Linguistik für den Englischunterricht (= Anglistische Arbeitshefte, Bd. 1). 2. Aufl. Niemeyer, Tübingen 1985, ISBN 3-484-40033-1.
- The lexicological analysis of older stages of languages. In: Jacek Fisiak (Hrsg.): Historical semantics, historical word formation. Mouton, Berlin 1985, S. 573–582, ISBN 3-11-010467-9.
- Concepts, fields, and 'non-basic' lexical items. In: Dieter Kastovsky (Hrsg.): Linguistics across historical and geographical boundaries. In honour of Jacek Fisiak on the occasion of his 50. birthday. Mouton de Gruyter, Berlin 1986, S. 135–144, ISBN 3-11-010426-1.
- (mit Wolfram Bublitz): Heah cyning vs. heahcyning – time-stability in Old English compounding. In: Wolfgang Lörscher (Hrsg.): Perspectives on language in performance. Studies in linguistics, literary criticism, and language teaching and learning to honour Werner Hüllen on the occasion of his 60th birthday. Bd. 1. Narr, Tübingen 1987, S. 88–99, ISBN 3-87808-377-7.
- Variation in Old English Poetry: The Function of Lexical Repetition. In: Wolfgang Kühlwein (Hrsg.): Language as structure and language as process. In honour of Gerhard Nickel on the occasion of his 70th birthday. Wiss. Verlag Trier, Trier 1998, S. 81–97, ISBN 3-88476-310-5.
- (Hrsg.): Geoffrey Chaucer The Canterbury tales. The general prologue.m Mmultimedia version featuring: complete text, sound track, phonetic transcription, concordance, English and German translations, English and German glossary. Universität Trier 2002.
- Stasis and Routine versus Dynamics and Creativity. On Balance in Historical Semantics. In: Andreas Schuth (Hrsg.): Life in language. Studies in honour of Wolfgang Kühlwein. Wiss. Verlag Trier, Trier 2005, S. 61–76, ISBN 3-88476-733-X.